# Pseudartabotrys
Pseudartabotrys is een geslacht uit de familie Annonaceae. Het geslacht telt een soort die voorkomt in westelijk Centraal-Afrika.

## Soorten
- Pseudartabotrys letestui Pellegr.